# Allegra Versace
Pour les articles homonymes, voir Versace (homonymie).
Allegra Versace, née le 30 juin 1986 à Milan (Italie), est une femme d'affaires italienne et actionnaire majoritaire de la maison de couture Versace.

## Biographie
Allegra Versace est la fille de Donatella Versace, créatrice de la maison de couture du même nom, et la nièce de Santo et de Gianni Versace, fondateur de la maison de mode, mort assassiné le 15 juillet 1997 à Miami Beach par le tueur en série américain Andrew Cunanan.
Allegra Versace souffre d'anorexie. À la suite du décès de son oncle Gianni Versace, Allegra détient 50 % des parts de la marque.